# 拉佩尼亞 (昆迪納馬卡省)

拉佩尼亞是哥倫比亞的城鎮，位於該國中部，由昆迪納馬卡省負責管轄，距離首府波哥大140公里，始建於1675年，面積132平方公里，海拔高度1,271米，2005年人口6,792。
5°15′N 74°25′W / 5.250°N 74.417°W